# Storm Model Management
Storm Model Management, es una agencia de modelaje ubicada en Chelsea, Londres.

## Historia
Storm fue fundada en 1987 por Sarah Doukas desde su casa en Londres, asegurado por Richard Branson como su socio de negocios.
En 2009 Doukas vendió una participación mayoritaria de en la compañía a 19 Entertainment. Doukas y su hermano Simon Chambers continúan manejando el negocio.

## Modelos y celebridades representadas por Storm
- Carla Bruni[1]
- Alexa Chung[1]
- Hero Fiennes Tiffin

https://es.wikipedia.org/wiki/Hero_Fiennes-Tiffin
- Masha Novoselova
- Lily Cole[1]
- Cat Deeley[1]
- Cara Delevingne[1]
- Kate Moss[1]
- Haatepah[1]
- Liu Wen[1]
- Anita Pallenberg[1]
- Emma Watson[1]
- Holly Willoughby[1]
- Tiah Delaney[1]
- Amelia Shaw[1]
- Jessica Amornkuldilok
- Sheena Liam[1]
- Rosie Tapner
- Amalia Austin
- Jourdan Dunn[1]
- Chloe Lloyd[2]
- Behati Prinsloo[3]